# En slem Dreng (film fra 1912)
 For alternative betydninger, se En slem Dreng. (Se også artikler, som begynder med En slem Dreng)
En slem Dreng er en dansk stumfilm fra 1912 produceret af Filmfabrikken Skandinavien.

## Handling
Denne artikel mangler et handlingsreferat. Hjælp os med at skrive det.

## Medvirkende
- Aage Brandt
- Olga Svendsen
- Jørgen Lund
- Holger Pedersen (Gissemand)
- Alfred Arnbak
- Alma Lagoni
- Bertha Lindgren
- Johan Nielsen I
- Vilhelm Møller